# Liste der Monuments historiques in Valmont (Moselle)
Die Liste der Monuments historiques in Valmont führt die Monuments historiques in der französischen Gemeinde Valmont auf.

## Liste der Objekte
| Bezeichnung      | Beschreibung | Standort                         | Kennzeichnung | Schutzstatus | Datum | Bild |
| ---------------- | --- | -------------------------------- | ------------- | ------------ | ----- | ---- |
| Hauptaltar       | Altartisch, Tabernakel, Expositionsnische und zwei Engelsskulpturen; Holz, farbig gefasst und vergoldet, um 1734   | in der Kirche St-Gengoulf (Lage) | PM57000382    | Classé       | 1984  |      |
| Marienaltar      | linker Seitenaltar; Altartisch und Retabel; Holz, farbig gefasst und vergoldet, erste Hälfte des 18. Jahrhunderts  | in der Kirche St-Gengoulf (Lage) | PM57000383    | Classé       | 1984  |      |
| Kelch und Patene | Silber, vergoldet, zwischen 1818 und 1838                                                                          | in der Kirche St-Gengoulf (Lage) | PM57000832    | Inscrit      | 1985  |      |
| Nikolausaltar    | rechter Seitenaltar; Altartisch und Retabel; Holz, farbig gefasst und vergoldet, erste Hälfte des 18. Jahrhunderts | in der Kirche St-Gengoulf (Lage) | PM57000384    | Classé       | 1984  |      |